# カンカラ誘拐事件
カンカラ誘拐事件は、2020年12月11日の夜にナイジェリア・カツィナ州カンカラにある男子寄宿学校に所属している数百人の生徒が誘拐された事件である。839の生徒が住み込んでいる政府科学中等学校をオートバイに乗った武装集団が空中に向けて発砲し、1時間以上にわたって襲撃した。生徒らは10代とみられ約半数が所在不明との情報があるものの、脱出に成功したり既に帰宅したりした生徒がいるとも伝えられており、拉致の規模は不明である。

## 事件の経過
- 12月11日　800人の男子生徒のうち多数が拉致された[4]。
- 12月12日　ブハリ大統領が、陸軍が森の中にある武装勢力のアジトを発見し、武装集団と銃撃戦を繰り広げたと発表した[1][4]。
- 12月13日　300人以上の男子生徒が依然として行方不明である[5][6]。

## 被害
12月13日、カツィナ州知事のアミヌ・マサリは「今のところ839人のうち、333人の生徒の安否が確認されていない。」と発表した。
息子を誘拐されたムルジャ・モハメド (Murja Mohammed)は、「政府が対応しなければ、無力な私たちの他に子供を救える者は他にいない。」とロイター通信の取材に応じた。

## 反応
オビィ・エゼクウェシリ前連邦教育大臣はアルジャジーラに対し、当事件について「非常に悲惨だ」と伝え、「過去の悲劇から我々が何も学んでいないことが証明されてしまった (…was…an indication that we learned no lessons from previous tragedies)」と発言した。